# Riserva nazionale Pampas Galeras-Bárbara D'Achille
La riserva nazionale Pampas Galeras-Bárbara D'Achille (in spagnolo:Reserva Nacional de Pampa Galeras) è un'area naturale protetta del Perù, nella regione di Ayacucho. È stata istituita nel 1967 e occupa una superficie di 65 km². Nel 1993 la riserva ha cambiato nome, da riserva nazionale Pampas Galeras a quello attuale.